# Bkerké
Bkerké (àrab: بْكِرْكِي, Bkirkī) és la seu episcopal del Patriarcat catòlic maronita d'Antioquia de l'Església maronita del Líban, situada a 650 m sobre la badia de Joünié, al nord-est de Beirut, al Líban.
Tot i que ara utilitzada exclusivament per l'església, la zona era propietat de la família noble Khazen. El clergat n'és el beneficiari per un waqf especial.

## Història
Els registres fiscals otomans indiquen que Bkerké (anomenat aleshores Bikarkiyya) tenia 15 llars cristianes i cinc solters el 1523, 20 llars cristianes el 1530 i 12 llars cristianes i quatre solters el 1543.
L'edifici més antic del conjunt religiós va ser un monestir construït el 1703 per Khattar al-Khazen, en el qual, el 1730, s'hi van instal·lar monjos antonins. El 1750, el bisbe Germanus Saqar i la monja Hindiyya al-'Ujaimi el van destinar a l'orde religiós del Sagrat Cor de Jesús. Finalment, el 1779, va entrar en ús per l'església maronita i el 1830 es va convertir en la residència d'hivern del patriarca maronita del Líban. L'actual estructura de coberta vermella va ser construïda el 1893, durant l'època del patriarca Jean Pierre El Hajj, i dissenyada per Leonard al-Azari.
Des de la seva creació, pels volts de 858 dC, la seu del Patriarcat catòlic maronita no s'ha situat mai a Antioquia, malgrat el nom, sinó que es va fundar a Kfarhay, a les muntanyes de Batroun, i durant els cinc-cents anys posteriors es va situar en diverses muntanyes al voltant de Biblos, com ara Yanouh, Mayfouq, Lehfed, Habeel, Kfifan, al-Kafr i Hardeen. El 1440 es va traslladar a Qannoubine, a la vall de Kadisha, a causa de la persecució intensificada i hi va romandre fins al 1823 quan es va traslladar a Dimane i, finalment, el 1830, a Bkerké. Avui en dia, els patriarques maronites utilitzen Dimane com a residència d'estiu i Bkerké com a residència d'hivern.
El monestir va ser renovat l'any 1970 pel patriarca Paul Peter Meouchi. El patriarca Antoine Pierre Khoraish va afegir la porta exterior el 1982 i, el 1995, el patriarca Nasrallah Pierre Sfeir va construir una nova ala per allotjar els arxius i servir com a museu. També va establir tombes per als patriarques i va decorar l'església amb finestres ornamentades.
Un llibre antic fa referència a un convent, anomenat Kourket, que probablement es trobava en aquesta mateixa zona, si no al mateix lloc. Segons aquestes històries, el convent, fundat cap a l'any 1755, hauria patit alts índexs de mortalitat, atribuïts a l'aire de la regió. Segons aquest relat, l'any 1775, un viatger, que va passat la nit fora de les muralles del convent, va observar com s'enterrava, d'amagat, un cadàver i ho va comunicat al governador local. El governador va enviar un regiment de genets al convent, on van descobrir «abominacions que fan posar els cabells de punta». La fundadora del convent, Hendia, havia «destruït les seves monges, a vegades per a quedar-se amb llur propietat, ja que es mostraven reticents a seguir ordres...». Després d'aquest descobriment, va ser empresonada i va fugir de diversos convents.